# Thomas Bond Sprague
Thomas Bond Sprague (1830-1920) va ser un matemàtic anglès, conegut per les seves taules actuarials i perquè va presidir les associacions d'actuaris d'Anglaterra i d'Escòcia.

## Vida i Obra
Fill d'un comerciant londinenc, va estudiar a la Tarvin Hall School (prop de Chester. Va fer els seus estudis universitaris a la universitat de Cambridge on es va graduar el 1853 i el mateix any va ser nomenat fellow del Saint John's College. Va deixar la seva carrera docent per dedicar-se a les assegurances de vida. A partir de 1855 va ser advocat i actuari de la Eagle Star Insurance Co. De 1861 a 1873 va ser secretari i actuari de la Equity & Law Assurance Society. I, finalment, de 1873 a 1900 president de la Scottish Equitable Life Assurance Society.
Sprague és conegut per les seves aportacions a la ciència actuarial, sobre tot en l'àmbit dels càlcul de les reserves tècniques que tota companyia asseguradora necessita. També va participar en l'elaboració de taules de mortalitat i en les discussions sobre les seves bases teòriques.